# Archives d’État de Chypre
Les Archives d’État de Chypre sont les archives nationales de Chypre. Elles dépendent du ministère de la justice et de l’ordre public. Elles furent créées en 1972 et sont basées à Nicosie. 